# Listă de conducători de stat din 1356
1352 - 1353 - 1354 - 1355 - 1356 - 1357 - 1358 - 1359 - 1360
Aceasta este o listă a conducătorilor de stat din anul 1356:

## Europa
- Ahaia: Robert de Tarent (principe din dinastia de Anjou, 1333-1364; totodată, împărat titular de Constantinopol, 1346-1364)
- Albania (Shkoder): Balșa I cel Bătrân (principe din familia Balșa, 1355-1362)
- Anglia: Eduard al III-lea (rege din dinastia Plantagenet, 1327-1377)
- Aragon: Petru al IV-lea Ceremoniosul (rege din dinastia de Barcelona, 1336-1387)
- Austria: Albert al II-lea cel Șchiop (duce din dinastia de Habsburg, 1330-1358)
- Bavaria: Ludovic al V-lea cel Bătrân (duce din dinastia de Wittelsbach, 1347-1361; anterior, margraf de Brandenburg, 1323-1361)
- Bavaria-Landshut: Ștefan al II-lea (duce din dinastia de Wittelsbach, 1349-1375)
- Bavaria-Straubing: Albert I (duce din dinastia de Wittelsbach, 1349-1404)
- Bizanț: Ioan al V-lea (împărat din dinastia Paleologilor, 1341-1376, 1379-1390)
- Bosnia: Tvrtko I (ban din dinastia Kotromanic, 1353-1391; rege, din 1377)
- Brabant: Ioana (ducesă, 1355-1404) și Wenzel (duce, 1355-1383; totodată, duce de Luxemburg, 1353-1383)
- Brandenburg: Ludovic I cel Bătrân (margraf din dinastia de Wittelsbach, 1323-1361; ulterior, duce de Bavaria, 1347-1361), Ludovic al II-lea Romanul (margraf din dinastia de Wittelsbach, 1351-1365; elector, din 1356) și Otto cel Trândav (margraf din dinastia de Wittelsbach, 1351-1373; elector, din 1366)
- Bretagne: interregnum (1341-1365)
- Bulgaria: Ivan Aleksandăr (țar din dinastia Șișmanizilor, 1331-1371)
- Burgundia: Filip I de Rouvres (duce din dinastia Capețiană, 1349-1361)
- Castilia: Petru I cel Crud (rege, 1350-1366, 1367-1369)
- Cehia: Carol I (rege din dinastia de Luxemburg, 1346-1378; totodată, rege al Germaniei, 1346-1378; totodată, conte de Luxemburg, 1346-1353; ulterior, împărat occidental 1355-1378; ulterior, margraf de Brandenburg, 1373-1378)
- Cipru: Hugues al IV-lea (rege din dinastia de Antiohia-Lusignan, 1324-1359)
- Constantinopol: Robert de Anjou-Tarent (împărat titular, 1346-1364; anterior, principe de Ahaia, 1333-1364)
- Danemarca: Valdemar al IV-lea Atterdag (rege din dinastia Valdemar, 1340-1375)
- Ferrara: Aldobrandino al II-lea (senior din casa d'Este, 1352-1361)
- Flandra: Ludovic al II-lea de Male (conte, 1346-1384)
- Franța: Ioan al II-lea cel Bun (rege din dinastia de Valois, 1350-1364)
- Genova: Gaspare Visconti (guvernator, 1355-1356) și Simone Boccanegra (1339-1344, 1356-1363)
- Germania: Carol al IV-lea (rege din dinastia de Luxemburg, 1346-1378; totodată, rege al Cehiei, 1346-1378; totodată, conte de Luxemburg, 1346-1353; ulterior, împărat occidental, 1355-1378; ulterior, margraf de Brandenburg, 1373-1378)
- Gruzia: David al VIII-lea (sau al VII-lea) (rege din dinastia Bagratizilor, 1346-1360)
- Hainaut: Margareta a II-la (contesă din dinastia de Avesnes, 1345-1356; totodată, contesă de Olanda, 1345-1354) și Guillaume al III-lea (conte din casa de Bavaria, 1356-1389; totodată, conte de Olanda, 1356-1389)
- Hoarda de Aur: Djanibeg I (han din dinastia Batuizilor, 1342-1357)
- Imperiul occidental: Carol al IV-lea (împărat din dinastia de Luxemburg, 1355-1378; anterior, conte de Luxemburg, 1346-1363; anterior, rege al Cehiei, 1346-1378; anterior, rege al Germaniei, 1346-1378; ulterior, margraf de Brandenburg, 1373-1378)
- Lituania: Algirdas (mare duce, 1345-1377)
- Lorena Superioară: Ioan I (duce din casa de Lorena-Alsacia, 1346-1399)
- Luxemburg: Wenzel I (conte, 1353-1383; duce, din 1354; ulterior, duce de Brabant, 1355-1383)
- Mantova: Luigi I Gonzaga (căpitan general din casa Gonzaga, 1328-1370)
- Marinizii: Abu Inan Faris ibn Ali (emir din dinastia Marinizilor, 1348/1351-1358)
- Milano: Galeazzo al II-lea (senior din familia Visconti, 1354-1378) și Bernabo (senior din familia Visconti, 1354-1385)
- Moldova: Sas (voievod, cca. 1354-cca. 1358)
- Monaco: Carlo I (senior din casa Grimaldi, 1331-1357)
- Montferrat: Giovanni al II-lea (marchiz din dinastia Paleologilor, 1338-1372)
- Moscova: Ivan al II-lea Ivanovici (mare cneaz, 1353-1359; totodată, mare cneaz de Vladimir, 1353-1359)
- Nasrizii: Muhammad al V-lea al-Ghani bi-llah ibn Iusuf (emir din dinastia Nasrizilor, 1354-1359, 1362-1391)
- Navarra: Carol al II-lea cel Rău (rege din dinastia de Evreux, 1349-1387)
- Neapole: Ioana I (regină din dinastia de Anjou, 1343-1381; ulterior, principesă de Ahaia, 1373-1381) și Ludovic de Tarent (rege, 1352-1362)
- Norvegia: Haakon al VI-lea Magnusson (rege, 1355-1380)
- Olanda: Willem al V-lea (conte din casa de Bavaria, 1356-1389; totodată, conte de Hainaut, 1356-1389)
- Ordinul teutonic: Winrich von Kniprode (mare maestru, 1352-1382)
- Polonia: Cazimir al III-lea cel Mare (rege din dinastia Piasti, 1333-1370)
- Portugalia: Afonso al IV-lea (rege din dinastia de Burgundia, 1325-1357)
- Reazan: Oleg al II-lea Ivanovici (mare cneaz, 1350-1371, 1372-1402)
- Savoia: Amedeo al VI-lea Contele Verde (conte, 1343-1383)
- Saxonia: Rudolf I (duce din dinastia Askaniană, 1298-1356) și Rudolf al II-lea (principe elector din dinastia Askaniană, 1356-1370)
- Saxonia: Frederic al III-lea cel Aspru (margraf din dinastia de Wettin, 1349-1381)
- Scoția: David al II-lea Bruce (rege, 1329-1371)
- Serbia: Ștefan Uroș al V-lea (împărat din dinastia Nemanja, 1355-1371)
- Sicilia: Frederic al III-lea cel Simplu (rege din dinastia de Barcelona, 1355-1377)
- Statul papal (Avignon): Innocențiu al VI-lea (papă, 1352-1362)
- Suedia: Magnus al II-lea Eriksson (rege din dinastia Folkung, 1319-1363; totodată, rege al Norvegiei, 1319-1355)
- Suzdal: Andrei Konstantinovici (mare cneaz, 1355-1365)
- Transilvania: Nicolae Kont (voievod, 1351-1356) și Andrei Lackfi (voievod, 1356-1359)
- Tver: Vasili Mihailovici (mare cneaz, 1348-1368)
- Țara Românească: Nicolae Alexandru (voievod, 1352-1364)
- Ungaria: Ludovic I cel Mare (rege din dinastia de Anjou, 1342-1382; ulterior, rege al Poloniei, 1370-1382)
- Veneția: Giovanni Gradenigo (doge, 1355-1356) și Giovanni Dolfin (doge, 1356-1361)
- Vladimir: Ivan al II-lea Ivanovici (mare cneaz, 1353-1359; totodată, mare cneaz de Moscova, 1353-1359)

## Africa
- Benin: Ohen (obba, cca. 1334-cca. 1370)
- Buganda: Kimera (kabaka, 1344-1374)
- Califatul abbasid (Egipt): Abu'l-Fath Abu Bakr al-Mutadid I ibn al-Mustakfi (calif din dinastia Abbasizilor, 1352-1362)
- Ethiopia: Newaya Krestos (Sayfa Ar'ed) (împărat, 1344-1372)
- Hafsizii: Abu Ishak Ibrahim al II-lea al-Mustansir ibn Abu Bakr (II) (calif din dinastia Hafsizilor, 1350-1356, 1357-1369)
- Kanem-Bornu: Daud (sultan, cca. 1353-cca. 1356) și Usman I ibn Daud (sultan, cca. 1356-cca. 1369)
- Mali: Mansa Sulaiman (rege din dinastia Keyta, cca. 1341-1360)
- Mamelucii: an-Nasir Nasir ad-Din al-Hassan ibn Muhammad (sultan din dinastia Bahrizilor, 1347-1351, 1354-1362)
- Marinizii: Abu Inan Faris ibn Ali (emir din dinastia Marinizilor, 1348/1351-1358)
- Songhay: Ibrahim Kabay (rege din dinastia Sonni, ?-?) (?) și Usman Kanafa (rege din dinastia Sonni, ?-?) (?)

## Asia

### Orientul Apropiat
- Armenia Mică: Constantin al III-lea (sau al II-lea) (uzurpator, 1344-1363)
- Ayyubizii din Hisn Kaifa și Amid: al-Malik al-Adil Șihab ad-Din Ghazi ibn Muhammad (sultan din dinastia Ayyubizilor, ?-?) (?)
- Bizanț: Ioan al V-lea (împărat din dinastia Paleologilor, 1341-1376, 1379-1390)
- Bizanț, Imperiul de Trapezunt: Ioan Alexios al III-lea (împărat din dinastia Marilor Comneni, 1349-1390)
- Cipru: Hugues al IV-lea (rege din dinastia de Antiohia-Lusignan, 1324-1359)
- Djalairizii: Tadj ad-Din Hassan Buzurg ibn Hussain (sultan din dinastia Djalairizilor, 1336-1356) și Uvais I ibn Hassan (sultan din dinastia Djalairizilor, 1356-1374)
- Imperiul otoman: Orhan Ghazi (sultan din dinastia Osmană, 1326-1359/1360)
- Mamelucii: an-Nasir Nasir ad-Din al-Hassan ibn Muhammad (sultan din dinastia Bahrizilor, 1347-1351, 1354-1362)

### Orientul Îndepărtat
- Bengalul de sud: Șams ad-Din Ilias Șah (sultan, 1339/1340-1358/1359)
- Birmania, statul Mon: Binnya U (rege, 1353-1385)
- Birmania, statul Șanilor: Kyawswange (rege, 1350-1359)
- Cambodgea, statul Tjampa: Tra Hoa (rege din cea de a douăsprezecea dinastie, 1342-?) (?)
- China: Shundi sau Huizong (Toghan Temur) (împărat din dinastia Yuan, 1332-1368)
- Ciaghataizii: Baian Kuli (han, 1348-1359)
- Coreea, statul Koryo: Kongmin wang (Wang Chon) (1352-1374)
- Hoarda de Aur: Djanibeg I (han din dinastia Batuizilor, 1342-1357)
- India, Bahmanizii: Ala ad-Din Hassan Bahman Șah (sultan, 1347-1358)
- India, statul Delhi: Firuz Șah al III-lea ibn Radjab ibn Tughluk (sultan din dinastia Tughlukizilor, 1351-1388)
- India, statul Vijayanagar: Harihara I (conducător din dinastia Sangama, 1336-1356) și Bukka I (conducător din dinastia Sangama, 1356-1377)
- Japonia: Go-Murakami (împărat din dinastia din sud, 1339-1368) și Takauji (principe imperial din familia Așikaga, 1338-1358)
- Kashmir: Șihab ad-Din Șirașamak ibn Ali Șir (sultan din casa lui Șah Mir, 1354-1373)
- Laos, statul Lan Xang: Phaya Ngum (rege, 1350/1353-1373)
- Statul Madjapahit: Rajasanagara (sau Hayam Wuruk) (rege, 1350-1389)
- Mongolii: Toghan-Temur (mare han, 1333-1370)
- Nepal, în Bhadgaon: Ragalladevi (regină din dinastia Malla, 1347-1385)
- Nepal, în Patan: Jayarajadeva (1347-1361)
- Nepal, în Purang: Punyamalla (rege din dinastia Malla, cca. 1338/1376)
- Sri Lanka: Parakkamabahu al V-lea (rege din dinastia Silakala, 1348/1352-1359/1360)
- Sri Lanka, statul Jaffna: Gunapușana Segarajaserakan al IV-lea (rege, 1348-1371)
- Thailanda, statul Ayutthaya: Ramathibodi I (rege, 1350-1369)
- Thailanda, statul Sukhotai: Lue Thai (sau Thammaraja I) (rege, 1347-1369)
- Vietnam, statul Dai Viet: Tran Du-tong (rege din dinastia Tran timpurie, 1341-1369)

## America
- Aztecii: Ilancueitl (conducător, 1349-1383)